# Am Eisernen Tor (Graz)

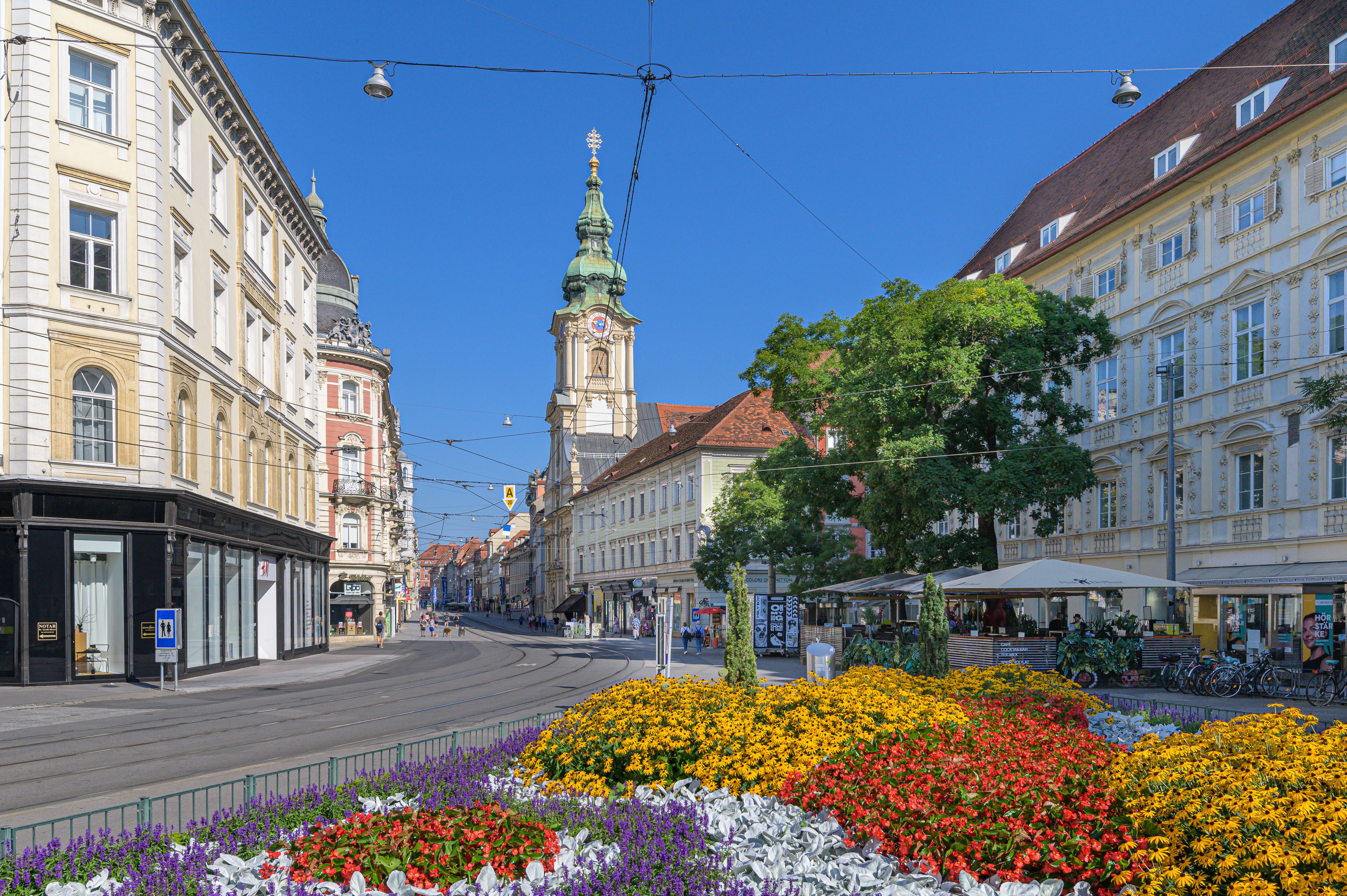
Am Eisernen Tor

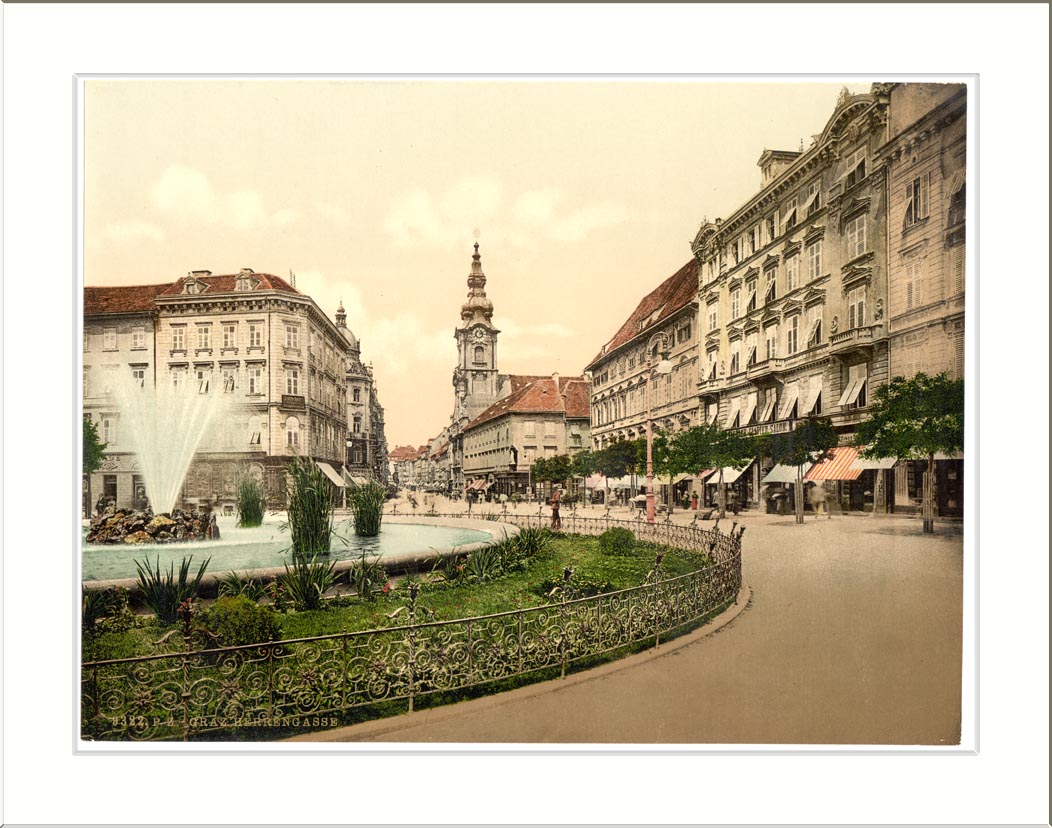
Das Eiserne Tor auf einem Photochromdruck (um 1900)

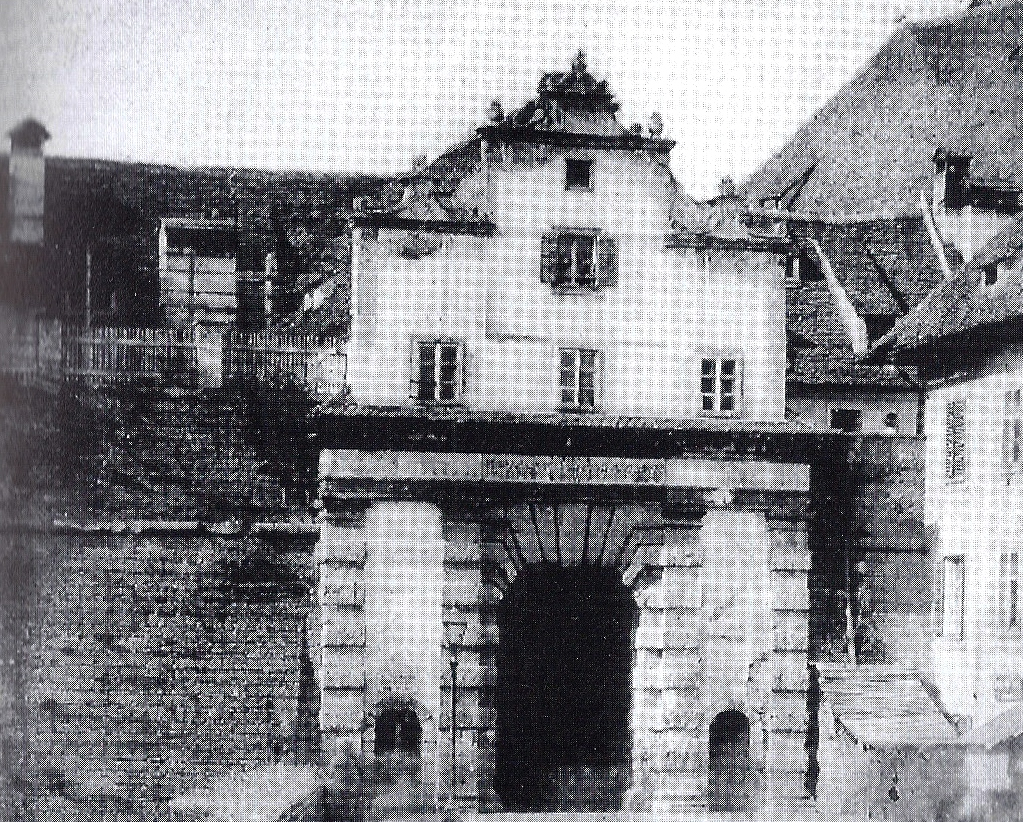
Äußeres Eisernes Tor, vor 1860

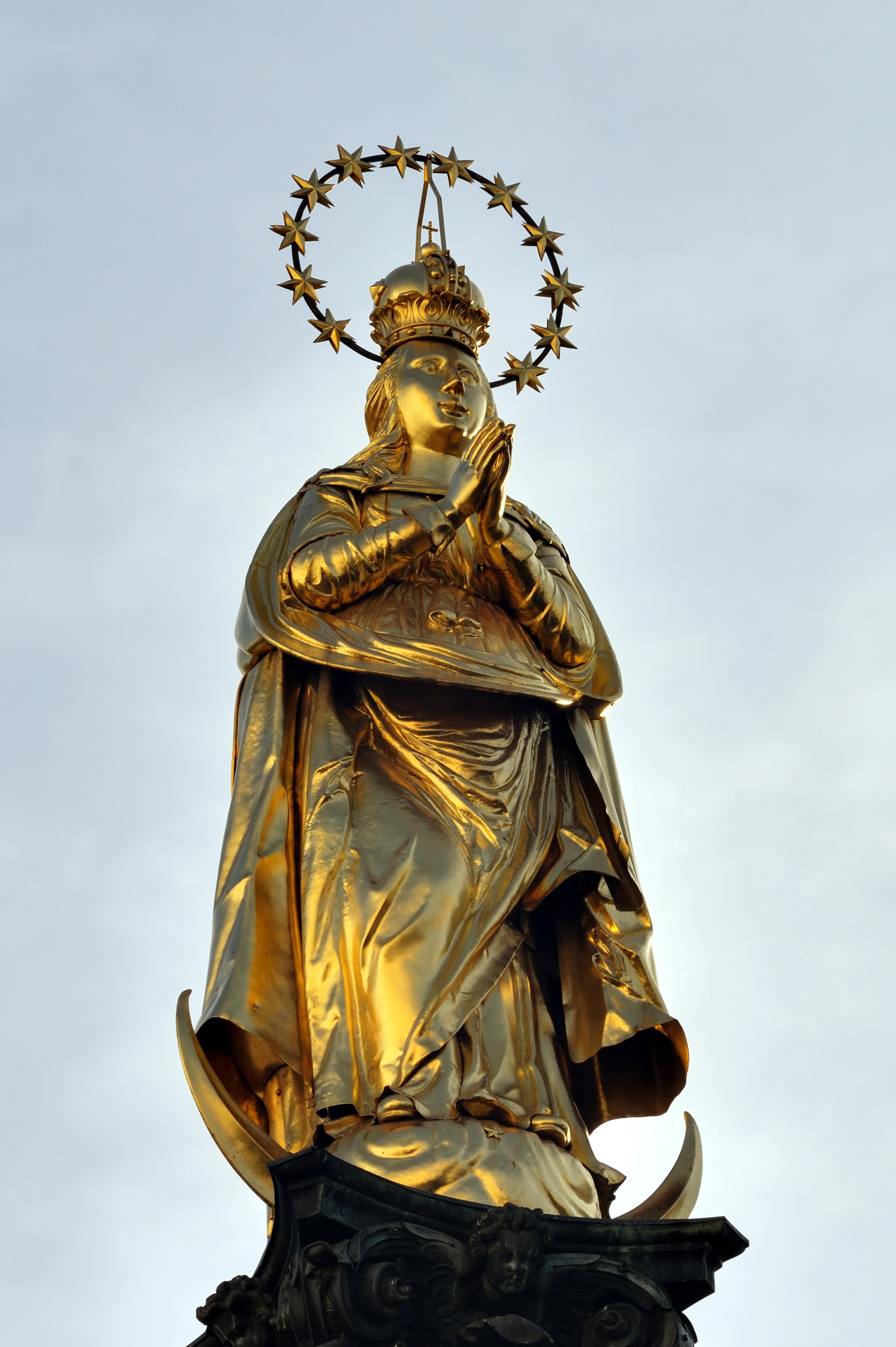
Statue auf der Spitze der Mariensäule

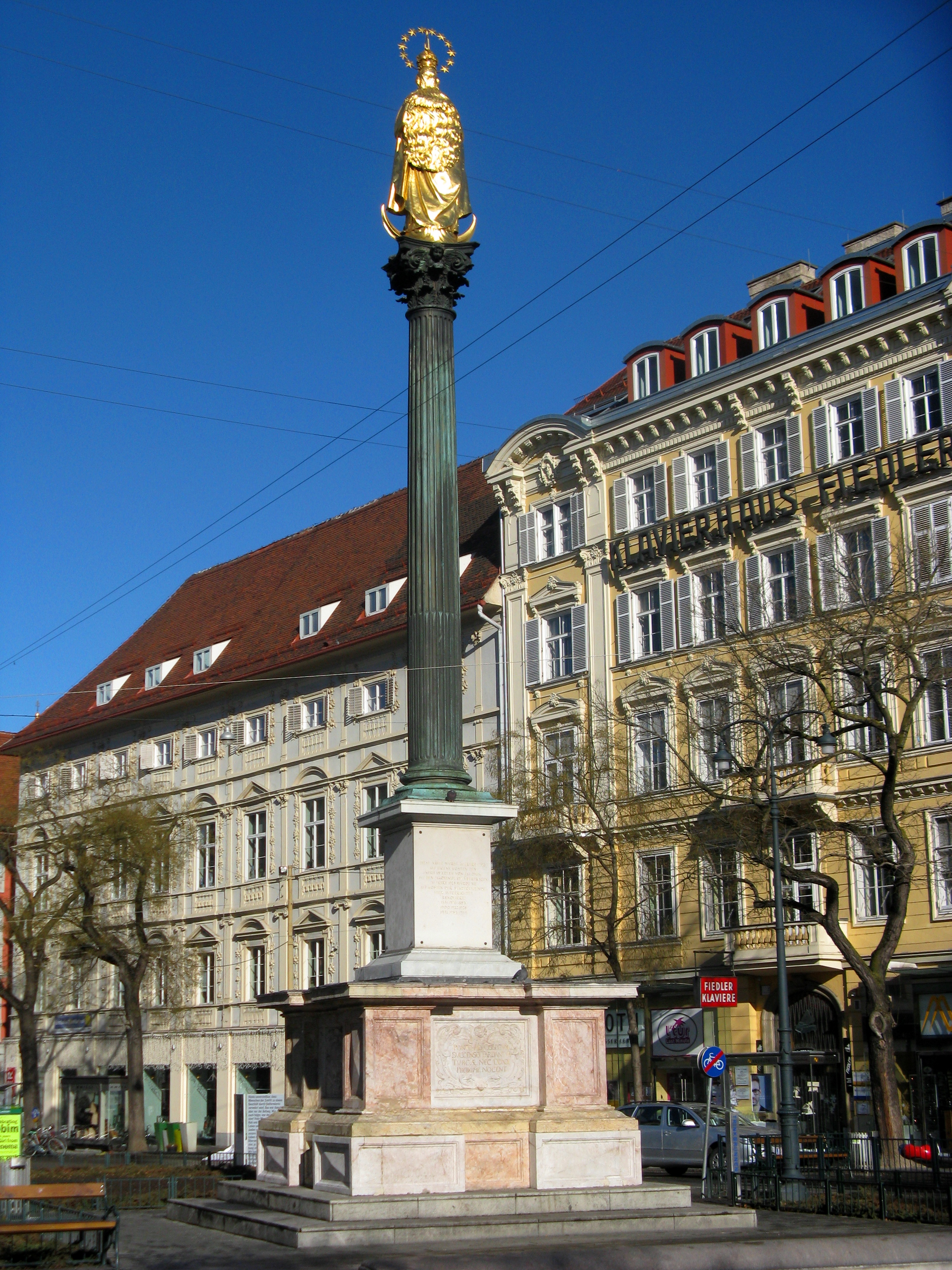
Mariensäule am Eisernen Tor

Der Platz Am Eisernen Tor ist eine dreieckige Platzanlage zwischen Opernring und Herrengasse im ersten Grazer Stadtbezirk Innere Stadt und wurde nach dem ehemaligen Stadttor benannt. Wichtige Sehenswürdigkeiten sind der Brunnen (1928) von Tassilo Hüller und die Mariensäule. Zwischen 2003 und 2007 stand unmittelbar neben der Mariensäule der sogenannte Marienlift.

## Eisernes Tor
Ein frühes Tor markierte im 15. Jahrhundert den Durchbruch durch die alte Mauer des Grazer Judenghettos, die aus der Herrengasse, damals noch Bürgergasse, eine Sackstraße machte. Nach der Aufhebung des Ghettos im Jahre 1439 begann die Errichtung des Bauwerkes. Das Eiserne Tor, auch Ungartor genannt, erhielt seinen Namen entweder durch die eisernen Torflügel oder die im Gebäude gelagerten Eisenwaffen. Die Herkunft der Bezeichnung ist nicht mehr zuverlässig feststellbar. Denkbar ist auch eine Verballhornung des Wortes „äußeres“ zu „eisernes“.
Wegen der Ausdehnung der Stadt nach Süden musste das alte Tor abgebrochen werden. In der Mitte des 16. Jahrhunderts begann der Bau des Spätrenaissance-Befestigungsgürtels unter der Leitung des Festungsbaumeisters Domenico dell’Allio, des Erbauers des Grazer Landhauses. 1604 ist Baumeister Antonio Vasalio dokumentiert. Der neue Standort des Eisernen Tores, das dem äußern Paulustor ähnelte, befand sich auf Höhe der Hans-Sachs-Gasse. Im Gebäude selbst unterhielt man einen Polizeiarrest. Vor dem Tor führte eine Holzbrücke über den ehemaligen Stadtgraben. Der Bau der Ringstraße im 19. Jahrhundert und die Auflösung des Befestigungsgürtels führten in den Jahren 1859 und 1860 zum endgültigen Abbruch des Eisernen Tores. An seinen Bestand erinnert heute die gleichnamige Platzanlage.

## Mariensäule
Die Mariensäule (auch Türkensäule genannt) bildet mit dem Brunnen ein Ensemble am Eisernen Tor. Sie steht am südlichen Ende der Sichtachse der Herrengasse.  Die  Votivsäule wurde 1670 vollendet und ist die Einlösung eines am 1. August 1664 abgeleisteten Gelübdes zur Zeit der Türkenkriege nach der siegreichen Schlacht bei Mogersdorf unter Graf Raimondo Montecuccoli. Der Entwurf der Säule, die der Unbefleckten Empfängnis Mariä geweiht ist, wird Domenico Sciassia zugeschrieben, die Steinmetzarbeiten stammen von Abbondia Bolla und der Guss des Säulenschaftes ist von Adam Roßtauscher. Arnold Schandernell aus Augsburg war für die Arbeit an der Kupferstatue verantwortlich.
Ursprünglich am Karmeliterplatz errichtet, wurde die Mariensäule 1796 auf Kosten von Kaspar Andreas von Jacomini auf den Jakominiplatz übertragen und 1927 entfernt. Der Standort befand sich ungefähr dort, wo heute die Straßenbahnen der Linien 1, 3, 6 und 7 verkehren. Nach den Plänen Tassilo Hüllers, der auch den Brunnen am Eisernen Tor gestaltete, stellte man die Säule 1928 auf ihren heutigen Platz auf.
Die Säule ruht auf einem quadratischen Unterbau aus Salzburger Marmor über einem Stufenpodest. Darüber sind vier Kartuschen mit Inschriften angebracht. Auf der korinthischen Bronzesäule steht die namensgebende, vergoldete Figur der Maria Immaculata, die dem Vorbild der 1646 in Wien aufgestellten Mariensäule Am Hof nachempfunden wurde.